# Apis mellifera syriaca
La abeja siria (Apis mellifera syriaca) es una subespecie de abeja doméstica que se distribuye en la costa este del Mar Mediterráneo, ocupando Siria, Irak, Irán, Israel, Líbano. Es una abeja relativamente pequeña y agresiva. Su producción fue reemplazada totalmente por Apis mellifera ligustica, mediante un programa gubernamental de Israel y Líbano.
Presenta una buena capacidad de acicalado, conducta que le permite quitarse las Varroa de su abdomen, lo que permite tener resistencia al parásito.
En un estudio de concentración de glucosa y color de flores se pudo establecer que Apis mellifera armeniaca y A. mellifera syriaca responden de manera diferente tanto en calidad (contenido molar de glucosa), como en cantidad en flores blancas y azules.
Morfométricamente las abejas de Chipre, que pertenecen a la subespecie Apis mellifera cypria, forman parte de la rama oriental. Todas las muestras de Chipre se agruparon al lado de las subespecies Apis mellifera anatoliaca, A. mellifera syriaca y Apis mellifera caucasica. Apis mellifera lamarckii es la subespecie más cercana a las nombradas.

## Apicultura en Irak
En el norte de Irak, colmenas tradicionales contienen abejas oscuras que utilizan mucho propóleo alrededor de la entrada que pertenecen a la subespecie tratada, si bien en el país hay una fuerte hibridación de razas.
En Kirkuk fueron observadas colmenas tradicionales de cesta tejidas con ramas de sauce, y guardadas dentro de un edificio durante el invierno. Las colmenas en Sinjar (al oeste de Mosul) eran hechas de arcilla, protegidas doblemente en casas también de este material. De esta manera lograban proteger las abejas contra el frío del invierno y calor del verano, a un bajo costo.